# 普莱森特维尤 (犹他州)
普莱森特维尤（英文：Pleasant View），是美国犹他州韦伯县下属的一座城市。建市于 1851年，面积大约为6.91平方英里（17.9平方公里），海拔约为5,632英尺（1,717米）。根据2010年美国人口普查，该市有人口7,979人。